# Село (Кршко)
Село (словен. Selo) — поселення в общині Кршко, Споднєпосавський регіон, Словенія. Висота над рівнем моря: 150,5 м.